# Thijs van Dam
Thijs Johannes Reinier van Dam (* 5. Januar 1997 in Delft) ist ein niederländischer Hockeyspieler. Der Olympiasieger von 2024 war bis 2023 mit der niederländischen Nationalmannschaft je einmal Weltmeisterschaftszweiter und Weltmeisterschaftsdritter. Bei Europameisterschaften gewann er bis 2023 zweimal Gold.

## Sportliche Karriere
Thijs van Dam nahm 2016 an der Halleneuropameisterschaft teil und belegte mit der niederländischen Mannschaft den siebten Platz. 2017 wurde er Junioreneuropameister.
2017 debütierte er in der Nationalmannschaft. In 115 Länderspielen erzielte der Mittelfeldspieler 22 Tore (Stand 8. August 2024).
Ende 2018 bei der Weltmeisterschaft in Bhubaneswar spielte Thijs van Dam in allen sieben Matches mit. Die Niederländer hatten in ihrer Vorrundengruppe nur den zweiten Platz hinter den Deutschen belegt, siegten dann aber zunächst gegen die Kanadier. Im Viertelfinale bezwangen die Niederländer dann die indische Mannschaft, die Gastgeber. Im Halbfinale gegen die australische Mannschaft kamen die Niederländer erst nach Penaltyschießen weiter. Im Endspiel unterlagen sie den Belgiern im Penaltyschießen. Thijs van Dam hatte bereits im Spiel gegen die Kanadier zwei Tore erzielt. Beim Penaltyschießen im Halbfinale konnte er seinen Versuch verwandeln, im Finale vergab er.
Drei Jahre später bei der Europameisterschaft in Amstelveen gewannen die Niederländer ihre Vorrundengruppe vor den Deutschen, wobei das direkte Duell 2:2 endete. Im Finale trafen die beiden Mannschaften wieder aufeinander und noch einmal endete das Spiel mit 2:2, die Niederländer gewannen den Titel im Shootout. Thijs van Dam verwandelte sowohl im Halbfinale gegen die Belgier als auch im Finale gegen die Deutschen seinen Penalty beim Shootout. Bei den Olympischen Spielen in Tokio schied die niederländische Mannschaft im Viertelfinale nach Penaltyschießen gegen die Australier aus. Thijs van Dam erzielte einen Treffer im Vorrundenspiel gegen Südafrika. Beim Penaltyschießen im Viertelfinale kam er nicht mehr zum Zuge, nachdem die ersten drei Schützen vergeben hatten.
Anderthalb Jahre später belegten die Niederländer bei der Weltmeisterschaft 2023 in Bhubaneswar den dritten Platz hinter den Deutschen und den Belgiern. Thijs van Dam schoss zwei Turniertore. Im August 2023 bei der Europameisterschaft in Mönchengladbach gewannen die Niederländer im Halbfinale mit 3:2 gegen Belgien und im Finale 2:1 gegen England. Thijs van Dam absolvierte im ersten Einsatz sein 100. Länderspiel und erzielte im dritten Vorrundenspiel einen Treffer. Im August 2024 bei den Olympischen Spielen in Paris besiegten die Niederländer im Viertelfinale die Australier mit 2:0. Nach einem 4:0-Sieg im Halbfinale gegen die Spanier gewannen die Niederländer im Endspiel gegen die Deutschen im Shootout, nachdem es am Ende der regulären Spielzeit 1:1 gestanden hatte. Thijs van Dam war in allen acht Spielen dabei und erzielte insgesamt drei Tore.
Auf Vereinsebene begann Thijs van Dam in Delft, wechselte aber noch als Jugendlicher zum HC Rotterdam.